# Stella (Band)
Stella ist eine 1995 gegründete Band aus Hamburg. Der Stil von Stella ist eine Mischung aus Pop und Rock mit elektronischen Stilelementen. Sie wird als eine der Nachfolgebands der Hamburger Schule bezeichnet.

## Geschichte
1997 wurde Stella mit dem Lied Ok, Tomorrow I’ll Be Perfect einer breiteren Öffentlichkeit bekannt. Am 2. Februar 1998 folgte das erste Album der Band, Extralife, auf dem Schorsch Kamerun als Gastmusiker beteiligt war. Auf dem zweiten Album, Finger on the Trigger for the Years to Come, war dies Dirk von Lowtzow von der Band Tocotronic. Das Covermotiv von Better Days Sounds Great spielt auf das Fleetwood-Mac-Album Rumours an, aus dem die Coverversion Dreams stammt. Auf ihrem vierten, Fukui betitelten Album werden die fast durchgängig japanischen Texte von elektronischer Musik begleitet, die handeingespielt wurde („No midi, no sequencing, no computer“ wird im Booklet hervorgehoben).
Alle Bandmitglieder sind insbesondere in der Hamburger Musikszene als Musiker und Produzenten bei verschiedenen anderen Bands beteiligt.

## Diskografie
- 1998: Extralife (L’age d’or)
- 2000: Finger on the Trigger for the Years to Come (L’age d’or)
- 2004: Better Days Sounds Great (L’age d’or)
- 2010: Fukui (Snowhite/Universal)